# Alone in the Dark (película de 2005)
Alone in the Dark (Solo en la oscuridad) es un largometraje de terror de 2005, dirigido por Uwe Boll y protagonizado por Christian Slater en el papel de Edward Carnby y Tara Reid como Aline Cedrac. El filme pretende ser una continuación del argumento del videojuego Alone in the Dark: The New Nightmare, aunque existen contradicciones entre ambos.

## Argumento
Cuando Edward era niño podía sentir fuerzas sobrenaturales, la débil frontera entre el mundo real y el imaginario, y pronto descubrió que otro mundo existía. Veinte años más tarde, Edward Carnby se dedica a la investigación de sucesos paranormales. Cuando diecinueve personas desaparecen en extrañas circunstancias, reclaman sus servicios y Carnby descubre que todas tienen un nexo en común que él también comparte: crecieron en el mismo orfanato. Ante el peligro que se avecina, acude a su amiga antropóloga Alice Cedrac en busca de ayuda para luchar contra las fuerzas sobrenaturales que amenazan la existencia humana.

## Comentario
La película resultó ser un fracaso comercial y fue muy mal acogida por la crítica, y por los fanes del videojuego en particular. Por ejemplo, la base de datos cinematográfica IMDb la sitúa entre las cien peores películas de la historia.